# Peter Ramage
Peter Iain Ramage (Ashington, 22 november 1983) is een Engels voetballer die uitkomt voor Crystal Palace FC. In de jaren daarvoor was hij actief voornamelijk actief voor Queens Park Rangers en Newcastle United.

## Carrière
Ramage speelde van jongs af aan in de jeugd van Newcastle United. Op 24 april 2005 debuteerde hij voor de club in een wedstrijd tegen Manchester United. Het seizoen daarop stond hij veelvuldig in de basis, mede dankzij een blessure van Stephen Carr. Ramage belandde onder Sam Allardyce en Kevin Keegan op de bank en de tribune. Als transfervrije speler vertrok hij daarom naar Queens Park Rangers. Op de openingsdag van het seizoen 2008/09 was hij meteen trefzeker voor zijn nieuwe club tegen Blackpool FC. Na de promotie van de club in 2011 was hij door het aantrekken van spelers niet meer zeker van een plek in de selectie en werd hij eerst verhuurd aan Crystal Palace en vervolgens aan Birmingham City. In juli 2012 maakte hij definitief de overstap naar Crystal Palace. In september 2013 werd hij verhuurd aan Barnsley FC.

## Erelijst
Queens Park Rangers
- Football League Championship

2011